# Kwartalnik Filozoficzny
Kwartalnik Filozoficzny – czasopismo filozoficzne wydawane przez Polską Akademię Umiejętności w Krakowie od 1922 do 1950; zlikwidowane przez władze komunistyczne w okresie stalinizmu. Publikował informacje o ruchu filozoficznym w Polsce i na świecie, przeglądy piśmiennictwa i sprawozdania z kongresów. Wieloletnim redaktorem naczelnym był Władysław Heinrich, stałym zaś współpracownikiem m.in. Zygmunt Zawirski.
W roku 1992 reaktywowany pod egidą PAU i Uniwersytetu Jagiellońskiego z zachowaniem ciągłości numeracji (tom 20, zeszyt 1-2). Redaktorem naczelnym jest Władysław Stróżewski. Obecnie publikuje głównie artykuły, sprawozdania, recenzje i dyskusje. 

## Adres redakcji
Uniwersytet Jagielloński
Instytut Filozofii
Grodzka 52
31-044 Kraków